# José Luis Jordán Peña
José Luis Jordán Peña, född 13 januari 1931 i Alicante, död 9 september 2014, skapade Ummo, en fiktiv planet med invånare som besökte Jorden.
Jordán Peña var studerade telekommunikation och arbetade med marknadsundersökningar på byggföretaget Agroman. När arbetsdagen tog slut ägnade han sig åt sitt intresse för psykologi, parapsykologi, vetenskap och ockultism. Han blev så småningom vicepresident för Sociedad Española de Parapsicología.

## Ummo
I mitten av sextiotalet började ledare för det ockulta Madrid att ta emot brev från utomjordingar. Breven sades komma från planeten Ummo, 14 ljusår bort. Ummoiterna hade kommit till jorden för att studera våra seder. Tidningarna skrev om två påstådda ufo-observationer i Aluche och San José de Valderas. Sammanlagt tusen brev under tre decennier spädde på ockultismen. Ummo sades vara ett harmoniskt, avancerat och fredligt samhälle. Fenomenet Ummo spred sig även internationellt. (Ummo=Humo=Rök)
Jordán Peña erkände långt senare: "Jag var författaren till Ummo. Det är ett experiment jag gjorde för att studera människans godtrogenhet, men det gick över styr. Det var mitt misstag... Jag är ledsen för att ha skapat ett omoraliskt experiment som har vänt sig mot mig."